# 小別列佐維齊亞

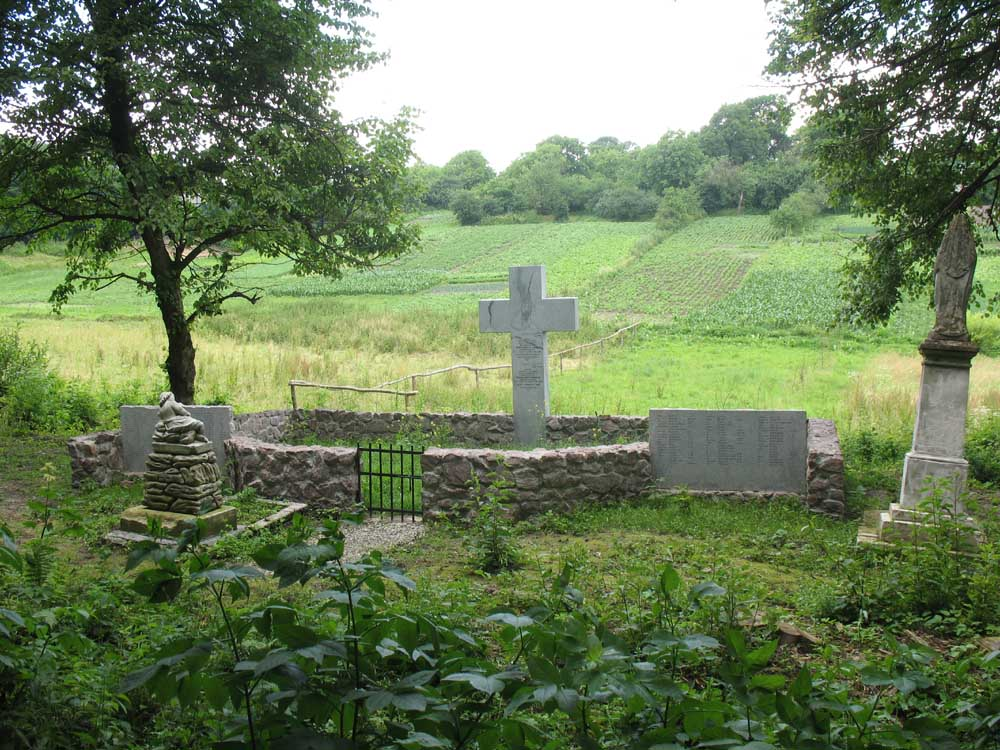

49°45′19″N 25°33′51″E / 49.75528°N 25.56417°E
小別列佐維齊亞（烏克蘭語：Мала Березовиця），是烏克蘭的村落，位於該國西部捷爾諾波爾州，由捷尔诺波尔区負責管轄，面積1.04平方公里，2001年人口236，人口密度每平方公里226.9人。